# Prieuré d'Orsan
Le prieuré Notre-Dame d’Orsan, situé à Maisonnais, dans le Cher, est un ancien prieuré de moniales appartenant à l'ordre de Fontevraud. 
Il est inscrit  aux monuments historiques depuis le 27 mars 1926. Le site est réputé pour ses jardins.

## Fondation
Au cours des 10 années qui suivent son arrivée en Berry, Robert d'Arbrissel fonde 18 prieurés, tous rattachés à l'abbaye de Fontevraud, dont celui d’Orsan en 1107. La première prieure d'Orsan est Agnès de Châteaumeillant, sous la protection de l’archevêque de Bourges Léger.

## Prospérité
Le prieuré prospère rapidement. L’église est achevée en 1113. Les principaux seigneurs de la région prennent alors le prieuré sous leur protection. Le prieuré d'Orsan se retrouve rapidement en procès. Robert d'Arbrissel revient à Orsan en 1116 et c’est probablement à cette époque qu'il décède. Son cœur est à Orsan où est édifié pour l’abriter un petit monument dont le Père Lardier, historiographe et visiteur de l’Ordre a laissé un dessin : « c’était un petit mausolée de marbre surmonté d’une pyramide au décor en forme d’écailles »;  le reste de son corps est à Fontevraud. L’archevêque de Bourges Léger meurt quelques années plus tard ; il donne sa maison de campagne au prieuré et demande à être inhumé près du cœur de Robert d'Arbrissel. 
Durant 5 siècles, le prieuré connaît une prospérité considérable. Devenu lieu de pèlerinage, car Robert d'Arbrissel était considéré comme un saint – on attribuait à sa relique de nombreux miracles – Notre-Dame d’Orsan reçoit de multiples donations, agrandissant ainsi son domaine remarquablement bien géré par ses différentes prieures. 22 religieuses y résidaient en 1668. Orsan essaima aussi ; trois succursales en furent issues. A Longefont sur la Creuse grâce à un don de Pierre Isambert, à Glatigny sur le Tournon et à Jarsay .

## L’oubli
Le prieuré d'Orsan échappe à la Guerre de Cent Ans mais ne se relève pas des guerres de Religion. En 1569, les bâtiments sont pillés et brûlés. Les religieuses s’enfuient au château du Châtelet et reviennent une année plus tard, constatant la disparition de nombreux documents. Fermiers et tenanciers refusent alors de payer fermages, rentes et redevances. Orsan acheva alors sa décadence dans de multiples procès. Malgré cela, les bâtiments furent reconstruits en 1596 grâce à Éléonore de Bourbon, abbesse de Fontevraud. La clôture et le grand portail furent achevés au XVIIIe siècle. À la Révolution, le prieuré et ses biens furent vendus et ses bâtiments furent utilisés comme exploitation agricole jusqu’en 1989.

## Renaissance
En 1990, il ne restait du Prieuré d'Orsan que 4 bâtiments massifs, enserrant une cour de ferme désaffectée où dans les années 1950, poulailler, porcherie et hangar métallique avaient été érigés. L’église, les cloîtres et le moulin avaient disparu, leurs pierres réutilisées pour des constructions agricoles. Cette année-là, Patrice Taravella et Sonia Lesot, architectes en quête d’une bâtisse à rénover, découvrent Orsan. Les murs sont délabrés, les toitures fatiguées, les portes sans clés, de vieilles machines agricoles jonchent les granges et les cours. Ils achètent le prieuré et les quarante hectares de bois et prairies alentour, et commencent à le rénover en 1991.
Les bâtiments sont inscrits depuis 1926 à l’Inventaire supplémentaire des monuments historiques. Un  architecte des bâtiments de France intervient, subventions européennes et régionales se présentent. Les murs sont consolidés, les fenêtres remplacées et face à cela une cour nue. Tout naturellement, l’idée de créer des jardins apparaît. Il ne s’agissait pas de reconstituer des jardins à l’identique, puisqu’il ne restait aucun plan d’époque, mais plutôt d’évoquer des jardins monastiques médiévaux.
Les jardins du prieuré d'Orsan naissent en 1992 et ouvrent au public en 1994. Les bâtiments sont alors aménagés pour accueillir le public : tout d’abord une boutique-librairie, puis un restaurant-salon de thé en 1998, enfin en 2001, 6 chambres d’hôtel. Patrice Talavera, propriétaire du lieu, qui a acheté une exploitation viticole en Toscane,  confie la gestion à un jeune couple. Depuis le mois de mars 2017, Gareth Casey et Cyrille Pearon ont repris le prieuré. Il reste ouvert à la visite. La partie hôtellerie a été fermée.

## Architecture
« Il ne reste des bâtiments réguliers qu'un corps de logis reconstruit aux 16e et 18e siècles. Sont également conservés un portique et sa lanterne des morts, au rez-de-chaussée le parloir lambrissé de la prieure, la tour Bourbon. Sous la porte charretière se trouvent : la salle capitulaire, le réfectoire et la cuisine. L'emplacement de l'église fut entièrement nivelé au milieu du 19e siècle. Le prieuré fut la proie de bandes de  Reître  s au cours des guerres de Religion, lesquels brûlèrent les bâtiments conventuels. »

### Chapelle prieurale
Le Bénédictin Dom Boyer parvient à Orsan le 1er juin 1711. Il y remarque que « l’église sans doute reconstruite en 1596 grâce à l’Abbesse Éléonore de Bourbon a disparu. Cette église est fort belle, les voûtes sont en calotte ou cul de lampe, comme celles de St-Pierre d’Angoulême (...). Auprès du maître-autel, du côté de l’Évangile, on voit une pyramide où est enfermé le cœur de Robert d'Arbrissel, qui y mourut en présence de Léger, arch. de Bourges, qui est aussi enterré auprès de cette pyramide, à côté d’Alard ou Adelard, principal bienfaiteur de cette maison. Dom Boyer admire au passage les boiseries du chœur de la chapelle, consulte le cartulaire ».

### Cloître
Le cloître et la plupart des bâtiments conventuels vendus comme biens nationaux lors de la Révolution française n’existent plus.

### Bâtiments conventuels
il ne reste plus rien de la bibliothèque. Celle-ci était en partie constituée d’ouvrages en latin, comme à Notre-Dame-du-Charme, les commentaires sur la Bible et les textes expliqués des Saints Pères sont nombreux. La théologie scolastique et dogmatique, peu développée dans les autres ordres, représente en moyenne 5% des fonds, et elle est particulièrement développée à Orsan (15%). Le prieuré abrite une pierre sculptée aux armes d’Éléonore de Bourbon, 22e abbesse de l’Ordre rénovatrice du Prieur. On peut y voir aussi la date 1596 entourée de deux croix.
|  |
|  |

|  |
|  |

|  |
|  |

|  |
|  |

|  |
|  |

|  |
|  |

## Mobilier
Certains éléments de l'ancien mobilier ont été conservés, comme les stalles datant du XVIe siècle qui se trouvent dans l'abbatiale Notre-Dame de Puyferrand au Châtelet.

## Chartes, propriétés
« Le prieuré possédait des biens à Vigoulant (Indre), la chapelle d’Hérat et ses appartenances ». Jadis dédiée à saint Hippolyte, l'église Saint-Pierre-et-Saint Paul de Maisonnais était la propriété du prieuré d'Orsan qui y assurait le culte paroissial ; plus tard, celui-ci fut confié à un clerc nommé par les dames d'Orsan, et auquel elles louaient le presbytère.

## Prieures
La première prieure fut Agnès de Chateaumeillant, épouse  du Seigneur du  lieu Abélard de Châteaumeillant.
répudiée pour cause de lien de parenté avec son époux. ( Voir supra le paragraphe intitulé «  Fondation ».)  l’abbesse Pétronille de Chemille  ayant peut–être pu penser  qu’elle ne l’avait pas assez soutenue  contre la noblesse  berrichonne  – dont Agnés  était issue-  dans sa demande de rapatriement  du corps de Robert à Fontevraud fut  exilée par Pétronille …au monastère  fontevriste de  Vega de Leon… ! (Espagne actuelle). Louise de La Châtre fut prieure d'Orsan en 1559.